# Калавасси, Георгий
Георгий Калавасси (2.02.1881 г., Греция — 7.11.1957 г., Греция) — католический прелат, экзарх Константинополя с 13 июля 1920 года по 11 июня 1932 год, экзарх Греции с 11 июня 1932 года по 7 ноября 1957 год.

## Биография
Георгий Калавасси родился 2 февраля 1881 года в Греции. После получения богословского образования был рукоположён 29 июня 1906 года в священника.
13 июля 1920 года Римский папа Бенедикт XV назначил Георгия Калавасси экзархом Константинополя и титулярным епископом Теодорополя. 15 августа 1920 года состоялось рукоположение Георгия Калавасси в епископа, которое совершил епископ Исайя Пападопулос в сослужении с епископом Денисом Леонидом Варухосом.
11 июня 1932 года Римский папа Пий XI назначил Георгия Калавасси экзархом Греции.
7 ноября 1957 года Георгий Калавасси скончался.